# Anthony Bova
Anthony Bova (Parijs, 7 maart 1990) is een Frans voetballer die sinds 2021 voor RUS Rebecquoise speelt. Bova is een aanvaller.

## Carrière
Bova genoot zijn jeugdopleiding bij US Gières, Grenoble Foot 38 en Stade Brestois. In het shirt van Brest speelde hij twee wedstrijd in de Ligue 1: op de openingsspeeldag van het seizoen 2010/11 viel hij op het veld van FC Toulouse in de blessuretijd in voor Nolan Roux, en ook op de 27e speeldag tegen AS Saint-Étienne kreeg hij een invalbeurt. In 2011 trok hij naar derdeklasser AS Beauvais Oise, waar hij slechts één seizoen bleef.
Sinds 2012 speelt Bova in België. Zijn Belgisch avontuur begon hij in 2012 bij Moeskroen-Péruwelz, toen actief in Tweede klasse. Na een goed debuutseizoen (zes goals in de reguliere competitie, twee in de eindronde voor promotie) kon Bova rekenen op interesse van KV Kortrijk en Zulte Waregem, maar Bova bleef Moeskroen trouw. Tijdens zijn tweede seizoen op Le Canonnier liep het echter minder vlot, waarop de Fransman na de winterstop werd verhuurd aan UR La Louvière Centre. Bij zijn terugkeer bij Moeskroen – inmiddels gepromoveerd naar de Jupiler Pro League – belandde Bova in de C-kern van de Henegouwse club. De Fransman trok daarop naar tweedeklasser RAEC Bergen. Na het faillissement van de club ging hij voor vierdeklasser US Rebecquoise spelen. 
In het seizoen 2016/17 streed Bova met Rebecquoise met RWDM voor de titel in Derde klasse amateurs. RWDM haalde het uiteindelijk dankzij een beter doelsaldo, maar ook Rebecquoise promoveerde. Bova stapte in de zomer van 2017 echter over naar RWDM. Daar was hij in zijn eerste seizoen meteen goed voor veertien competitiegoals, waardoor RWDM voor het tweede seizoen op rij kampioen werd. In Eerste klasse amateurs was hij in twee seizoenen goed voor respectievelijk negen en vier competitiegoals. In het seizoen 2020/21 kwam RWDM uit in Eerste klasse B, maar Bova speelde dat seizoen geen minuut – ondanks het feit dat hij een van de publiekslievelingen was. In juni 2021 keerde hij na vier jaar dan ook terug naar zijn ex-club Rebecq.